# Eagle Eye Sherry
Eagle Eye Sherry, född 7 maj 2017, är en svensk varmblodig travhäst. Hon tränas och körs av Björn Goop.
Eagle Eye Sherry började tävla i april 2020 och tog sin första seger i tredje starten. Hon har till maj 2021 sprungit in 5,5 miljoner kronor på 15 starter, varav 8 segrar, 1 andraplats och 2 tredjeplatser. Hon har tagit karriärens hittills största segrar i Svenskt Trav-Oaks (2020) och Breeders' Crown 3-åriga ston (2020). Hon kom även på tredjeplats i Drottning Silvias Pokal (2021).

## Karriär

### Tiden som unghäst
Eagle Eye Sherry debuterade på tävlingsbanan den 27 april 2020 med att komma på tredjeplats i ett lopp på Färjestadstravet. Hon tog karriärens första seger i den tredje starten, den 15 juni 2020 på Örebrotravet. Hon deltog i korta E3 för ston och slutade på fjärdeplats i finalen den 15 augusti 2020.
Det var dock inte förrän i uttagningsloppet till Svenskt Trav-Oaks den 11 september 2020 som hon verkligen blommade ut och visade att hon är en kulltopp. Hon vann även finalen av Svenskt Trav-Oaks den 26 september 2021, då med kusken Stefan Persson eftersom hennes ordinarie kusk Björn Goop var avstängd för dagen. I starten efter Oaks-segern vann hon ett uttagningslopp till Breeders' Crown för 3-åriga ston, även denna gång med Stefan Persson. I finalen den 8 november 2020 var Björn Goop tillbaka i sulkyn och hon vann även finalen till synes enkelt. Efter Breeders' Crown-segern gick hon till vintervila.
Som fyraåring årsdebuterade hon den 8 april 2021 med att segra i ett uttagningslopp till Breeders' Crown för 4-åriga ston samma höst. I starten därefter segrade hon i ett uttagningslopp till Drottning Silvias Pokal som hon vann. I finalen kom hon på tredjeplats bakom vinnande Fifty Cent Piece och tvåan Honey Mearas.

## Statistik

### Större segrar
| År   | Lopp                          | Kusk           | Vinstbelopp   | Grupp   |
| ---- | ----------------------------- | -------------- | ------------- | ------- |
| 2020 | Svenskt Trav-Oaks             | Stefan Persson | 2 800 000 SEK | Grupp 1 |
| 2020 | Breeders' Crown, 3-åriga ston | Björn Goop     | 1 600 000 SEK | Grupp 1 |